# Raoul Stoisavljevic

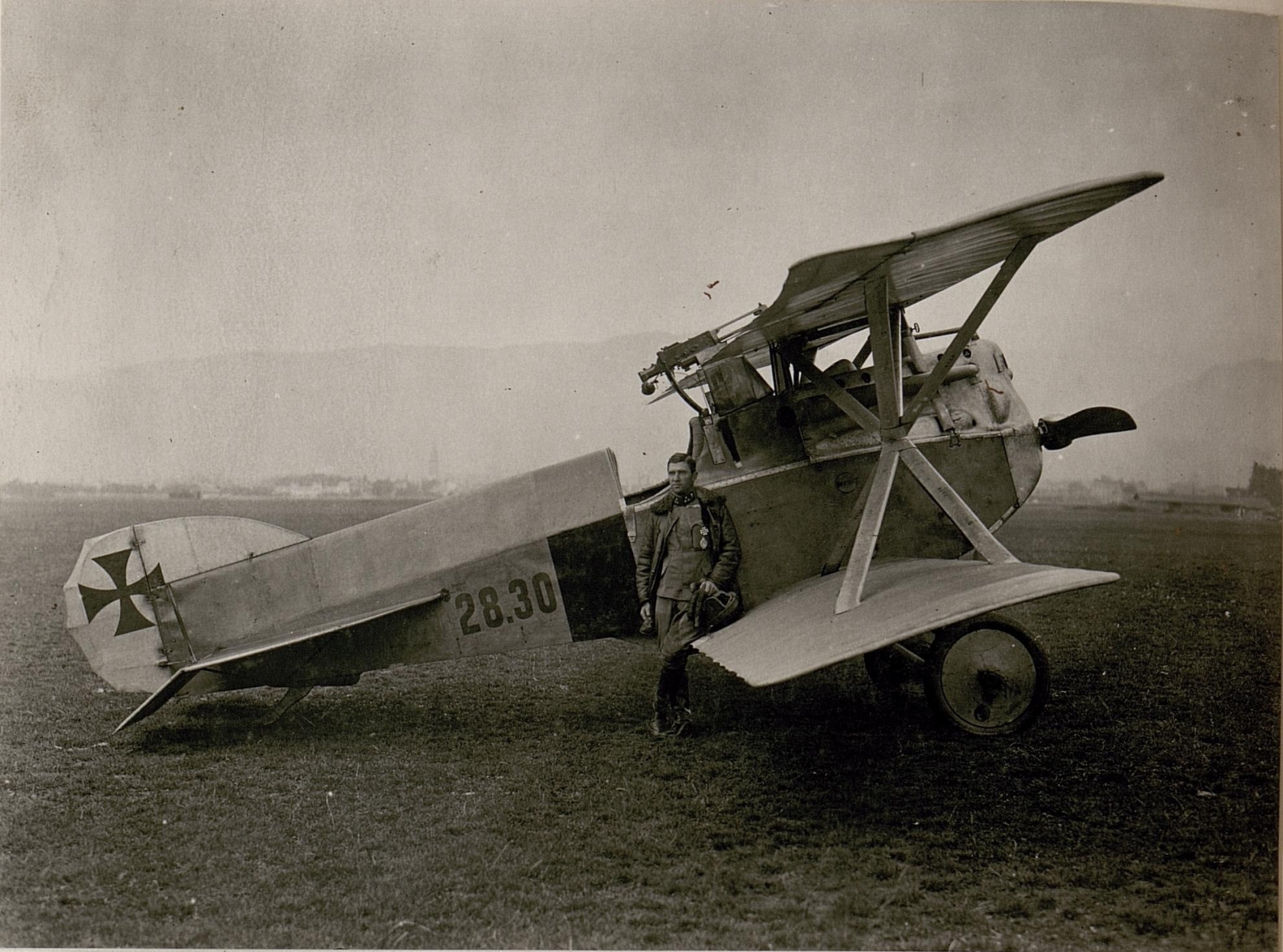
Raoul Stoisavljevic vor seiner Hansa-Brandenburg D.I, September 1917

Raoul Stoisavljevic (* 29. Juli 1887 in Innsbruck; † 2. September 1930 am Krottenkopf bei Garmisch-Partenkirchen) war ein österreichischer Jagdflieger und Flugpionier.

## Leben
Raoul Stoisavljevic wurde als Sohn des aus Agram nach Innsbruck versetzten Artillerieoffiziers Mladen Stoisavljevic und der Tirolerin Adelheid Hohenauer in Innsbruck geboren. Seine ältere Schwester Mileva wurde Malerin und Emaillekünstlerin. Er absolvierte die Theresianische Militärakademie in Wiener Neustadt und erhielt 1913 das Diplom eines Flugzeugführers und 1914 das eines Feldpiloten. Am 14. Oktober 1913 gelang ihm in der Funktion des Navigators gemeinsam mit Oberleutnant Eugen Elsner als Pilot, mit einem Flug über knapp 3 Stunden von Wien nach Görz die erste Alpenüberquerung eines österreichischen Flugzeuges. Im Ersten Weltkrieg wurde er als Jagdflieger insbesondere an der deutschen Westfront und an der Isonzofront eingesetzt und errang zwölf Luftsiege. Er geriet in russische Kriegsgefangenschaft, aus der er flüchten konnte. Im letzten Kriegsjahr wurde er von einem englischen Flugzeug abgeschossen und schwer verletzt, so dass er die letzten Kriegsmonate im Kommando der Fliegeroffiziersschule in Wiener Neustadt verbrachte.
Nach Kriegsende versuchte er, einen privaten Flugdienst zwischen Wien und Budapest einzurichten, was aber aufgrund des Vertrags von Saint-Germain nicht möglich war. Aus dem Militärdienst ausgeschieden, kehrte er nach Innsbruck zurück, wo gerade die Errichtung eines Flughafens geplant wurde. Im Auftrag der Österreichischen Luftverkehrs AG (ÖLAG) testete er die Landemöglichkeiten im Raum Innsbruck. Als 1925 der Innsbrucker Flughafen in der Reichenau eröffnet wurde, wurde Stoisavljevic Stellvertreter des Flughafendirektors Alfred Eccher. Daneben vertrat er den Süddeutschen Aero Lloyd, der die Strecke Innsbruck – München bediente und ab 1926 die ÖLAG für den Kurs Wien – Salzburg – Innsbruck. Von 1925 bis 1927 führte er zahlreiche Höhentransportflüge durch, auf denen er Berghütten mit Lebensmitteln, Bau- und Heizmaterial versorgte, die aus fünf bis acht Metern Höhe abgeworfen wurden. 1927 wurde er Verkehrspilot bei der ÖLAG und legte mehr als 200.000 Flugkilometer im Linienverkehr zurück.
Am 2. September 1930 verunglückte Raoul Stoisavljevic mit einer Junkers F 13 auf einem Postflug von Innsbruck nach Zürich im dichten Nebel am Krottenkopf bei Garmisch-Partenkirchen. Erst nach zwei Tagen wurde seine Leiche neben dem ausgebrannten Flugzeug gefunden. Am 10. September 1930 wurde er unter großer Anteilnahme der Bevölkerung auf dem Innsbrucker Westfriedhof beigesetzt.

## Auszeichnungen
Für seine militärischen Leistungen wurde Stoisavljevic unter anderem mit dem Ritterkreuz des Leopoldordens mit Kriegsdekoration und Schwertern, dem Ritterkreuz des Ordens der Eisernen Krone mit Kriegsdekoration und Schwertern, der silbernen und goldenen Tapferkeitsmedaille für Offiziere, der Verwundetenmedaille und dem Eisernen Kreuz I. und II. Klasse ausgezeichnet.

## Gedenken
Anlässlich seines ersten Todestages errichtete die Stadt Innsbruck 1931 einen Gedenkstein am Flughafen Reichenau, der nach der Verlegung des Flughafens 1964 am Segelfluggelände in Kranebitten aufgestellt und 1987 saniert wurde.
Die ÖLAG taufte 1935 ihre erste in Dienst gestellte Junkers Ju 52/3m mit dem Kennzeichen OE-LAK auf den Namen Raoul Stoisavljevic.